# Vittorio Dabormida
Pour les articles homonymes, voir Dabormida.
Vittorio Emanuele Dabormida (Turin, 22 novembre 1842 - Adoua, 1er mars 1896) était un général de division de l'armée royale italienne (Regio Esercito), auteur d'un certain nombre de publications sur l'art militaire, qui est mort à la bataille d'Adoua. Décoré de la médaille d'or de la valeur militaire en mémoire et de la croix de commandeur de l'Ordre militaire de Savoie.

## Biographie

### Vittorio Dabormida officier junior
Piémontais comme presque tous les officiers de l'État de Savoie à la fin du XIXe siècle, né du comte Giuseppe, alors lieutenant-colonel (tenente colonnello) de l'artillerie, puis ministre de la Guerre et ensuite des Affaires étrangères, et d'Angelica de Negry della Niella, Vittorio Emanuele Dabormida entre comme élève à l'Académie militaire de Turin le 29 août 1859 et en sort le 15 décembre 1861 avec le grade de sous-lieutenant (Sottotenente) d'artillerie. Le 2 mars 1862, il rejoint l'état-major général de cette arme, et le 30 mars 1863, il passe au 5e régiment d'artillerie, où il est promu lieutenant (tenente) le 31 décembre. Dabormida a participé à la troisième guerre d'indépendance, en commandant une colonne d'approvisionnement en munitions. Le 24 octobre 1866, il passe à l'état-major général et en novembre 1867, il rejoint l'école de guerre nouvellement ouverte avec les autres lieutenants de l'état-major général. Après avoir suivi ce cours de deux ans, il devient, le 28 octobre 1870, professeur d'histoire militaire dans la même école. Le "Sunto di lezioni sullo svolgimento storico dell'arte della guerra prima della rivoluzione francese" ("Résumé des leçons sur le développement historique de l'art de la guerre avant la Révolution française"), qu'il a lui-même rédigé, témoigne de cette activité. Entre-temps, le 26 mars 1868, il avait été promu capitaine (capitano) à l'état-major général. Ce sont des années fructueuses pour son activité d'écrivain : en 1876, Vincenzo Gioberti et la Dabormida sont imprimés à Turin. Il était poussé à ce travail par son désir de blanchir son père des accusations que Gioberti avait portées contre lui.

### Publications importantes
Le 30 mai 1878, promu major (maggiore), Dabormida passe dans l'infanterie. La même année, il publie son premier ouvrage important à Turin : La difesa della nostra frontiera occidentale in relazione agli ordinamento militari odi odiani (La défense de notre frontière occidentale par rapport aux odieux ordres militaires.). L'alliance traditionnelle avec la France est alors rompue et de nombreux motifs de friction apparaissent, tandis que la possibilité d'une alliance avec l'Allemagne et l'Autriche semble lointaine. Le sujet de l'étude était l'éventualité d'une guerre contre la France, que l'Italie risquait d'affronter seule.
Le major Dabormida faisait partie d'un débat en cours dans les hauts milieux politiques et militaires. Sur la base de l'expérience de l'ère napoléonienne, l'opinion commune était que les Alpes constituaient une zone de défense négligeable et qu'en cas de guerre, tous les efforts devaient être concentrés exclusivement sur la vallée du Pô. Dabormida soutenait, en revanche, que l'arc alpin n'était pas seulement un obstacle retardateur contre une éventuelle agression provenant des postes frontières, mais aussi une base importante pour mettre en place une défense longue et opiniâtre et une contre-offensive vigoureuse. En supposant une attaque de la France et en considérant la réelle supériorité des forces ennemies sur les forces italiennes, il argumente la nécessité de concentrer les opérations précisément dans le massif alpin pour empêcher l'adversaire d'atteindre les plaines, où il l'emporterait sans difficulté.
Dans la zone de montagne, le combat aurait pu aboutir à un équilibre des forces : les difficultés du terrain auraient obligé l'armée française à marcher en petites colonnes séparées et la défense aurait pu opérer avec la masse de toutes ses forces réunies contre des contingents ennemis individuels avant qu'ils aient réussi à se rassembler dans la plaine. La nature du terrain était favorable à cette opération, car elle ne permettait pas aux Français d'attaquer sur un nombre excessif de points. Dabormida passe ensuite en revue les différents secteurs des Alpes occidentales et examine les différentes probabilités d'invasion ainsi que les diverses possibilités défensives et offensives aux différents points.

### Officier supérieur de Dabormida
Le 4 août 1879, en tant que professeur titulaire, il reprend l'enseignement à l'École de guerre jusqu'en juillet 1880. Entre-temps, en novembre 1881, il devient secrétaire au bureau du chef d'état-major, poste qu'il occupe jusqu'en juin 1887. Le 19 juillet 1883, il est promu lieutenant-colonel (tenente colonnello), puis le 6 juin 1887, il passe à un commandement opérationnel, au 3e régiment avec le grade de colonel (colonnello), grade auquel il est promu le 8 avril 1888. Enfin, le 30 mars 1890, avec le même grade, il est attaché au commandement du corps d'état-major général. Son étude sur "La battaglia dell'Assietta" a été publiée à Rome en 1891 : son origine remonte à une conférence commémorative, qui lui avait été confiée alors qu'il enseignait encore à l'École de guerre, à l'occasion d'une excursion d'étudiants sur les lieux de la bataille. Après un exposé de l'organisation de l'armée piémontaise, Dabormida examine sa situation spécifique en 1747, peu avant la bataille. Après un examen des conditions politiques et militaires qui ont conduit les Piémontais à participer à la guerre de Succession d'Autriche, alliés aux Habsbourg contre les Franco-espagnols, il décrit les mouvements de ces derniers vers Montgenèvre et les difficultés des Piémontais à se défendre. Elles sont également accrues par la méfiance des Autrichiens envers leurs alliés et le peu de renforts qu'ils envoient à la petite armée savoyarde.
En outre, le soulèvement populaire de Gênes en 1747, qui avait contraint les Autrichiens à abandonner la ville et à perdre un important point stratégique, avait rendu la position de Charles-Emmanuel III encore plus vulnérable. En effet, il a été contraint de se défendre aussi bien depuis la côte ligure que depuis les Alpes. Le ton encomiastique à l'égard de Charles-Emmanuel III et de l'armée piémontaise n'enlève rien au sérieux et à l'esprit critique de l'ouvrage. Promu général de division (generale di divisione) le 4 juillet 1895, Dabormida prend le commandement de la brigade de Cagliari et le 12 janvier 1896, il part à la tête d'une brigade d'infanterie pour l'Afrique, où une campagne militaire est en cours contre les troupes du Négus Ménélik II pour conquérir l'Abyssinie.

## La bataille d'Adoua

### Contexte et stratégie d'attaque
Dans les derniers jours de février, l'armée italienne, assiégée près du fort de Macallé par les troupes abyssines qui avaient déjà remporté une importante victoire le mois de décembre précédent sur Amba Alagi en anéantissant la compagnie du major Pietro Toselli, connaît des pénuries de nourriture. Il fallait donc soit battre en retraite, soit tenter, par une avancée sur Adoua, d'ouvrir la route de ravitaillement la plus courte vers les entrepôts d'Adi Ugri et d'Asmara. Le gouverneur de la colonie érythréenne, le général Oreste Baratieri, était plutôt favorable à une retraite mais, après avoir entendu l'avis des autres généraux dans la soirée du 28-29 février, qui étaient partagés entre le choix de l'attaque ou de la retraite, il a finalement décidé d'affronter l'ennemi avec ses 15 000 hommes contre les plus de 120 000 de Ménélik II.
Dans la nuit du 29 février au 1er mars, le général Baratieri décide d'avancer depuis la position bien défendue de Saurià : l'idée est d'entraîner l'armée de Ménélik, ou du moins son arrière-garde, dans un combat acharné qui la ferait inévitablement capituler. Il est poussé à effectuer cette manœuvre risquée, afin de s'engager dans la bataille, à la suite du télégramme que le chef du gouvernement Crispi lui a envoyé le 25 février : "Cotesta è una tisi militare, non una guerra" (C'est un combat militaire, pas une guerre). Le 29 février à 21 heures, l'armée se déplace en trois colonnes : à droite marche la colonne dirigée par le général Vittorio Emanuele Dabormida (2 500 hommes), au centre celle du général Giuseppe Arimondi (2 500 hommes également) et à gauche celle du général Matteo Albertone (4 000 hommes).

### Échec du plan Baratieri
Dans les intentions du commandant, l'arrivée des têtes de colonne sur les positions préétablies aurait dû avoir lieu à la même heure, à 5 heures du matin le 1er mars, mais, en raison de multiples malentendus et connexions incorrectes, les choses se sont déroulées très différemment. Pendant l'approche, la brigade Albertone s'est inclinée vers la brigade Arimondi, qui a dû s'arrêter pour la laisser passer. Ensuite, la brigade Albertone, suivant les indications de quelques guides locaux et sans s'assurer de la liaison avec les colonnes sur sa droite, a avancé pour atteindre ce qu'elle croyait à tort être son objectif, s'éloignant ainsi énormément du reste du dispositif. Le malentendu provenait d'une erreur dans le croquis réalisé par Baratieri, dans lequel la colline Enda Chidane Meret, point de convergence des troupes d'Albertone, se trouvait en réalité à plusieurs kilomètres au sud-ouest du site indiqué par ce nom sur la carte. Enfin, à 5h30, la brigade Albertone atteint le col d'Enda Chidane Meret, mais elle est immédiatement repérée par les Abyssins, alarmant tout le camp, situé à une courte distance.

### Défaite du général Albertone
Immédiatement, les Abyssins submergent Albertone : après plus d'une heure de combat vaillant, le bataillon Turitto, l'avant-garde d'Albertone, décimé, est contraint de se replier sur le gros de l'armée, qui à son tour est attaquée de front et sur le flanc gauche par 30 000 hommes qui tentent d'empêcher sa retraite. Peu avant 7 heures du matin, Albertone, inquiet, rédige un message pour le général Baratieri, lui demandant d'intervenir. Ce dernier, se rendant compte de ce qui s'était passé, ordonna à la brigade dirigée par Vittorio Dabormida de se diriger vers le sud-ouest pour soutenir la brigade Albertone et à la brigade Arimondi de tourner également à gauche vers Monte Rajo. Le général Dabormida, dans une tentative de soulager la pression sur Albertone, pousse sa brigade dans la profonde vallée de Mariam Sciauitù, où elle se heurte à des forces ennemies bien supérieures. À 10h30, la brigade Dabormida, qui avait tenté sans succès d'aider Albertone, était à son tour coupée de l'armée abyssinienne.
En fait, la bataille s'était maintenant divisée en trois combats distincts et indépendants : sur le col d'Enda Chidane Meret, les hommes d'Albertone combattaient, sur le mont Rajo ceux d'Arimondi, et enfin dans la vallée de Mariam Sciauitù ceux conduits par Vittorio Dabormida, qui tentaient une résistance héroïque. Dans les trois positions, l'ennemi jouit d'une supériorité numérique écrasante et les colonnes italiennes, trop éloignées les unes des autres, ne peuvent s'entraider. A 10h00, tous les officiers étant tombés et l'artillerie perdue, les quelques survivants de la brigade Albertone sont contraints de se retirer en désordre jusqu'à ce qu'à 11h00, la brigade soit complètement anéantie.

### Fin de la brigade Dabormida

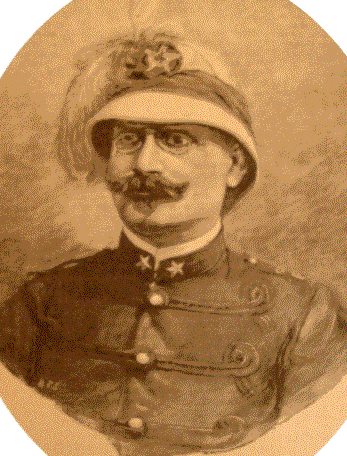

Le contingent qui avait vaincu la brigade Albertone s'est retourné contre la brigade Arimondi à ce moment-là. Une partie des troupes abyssiniennes a réussi à se caler entre les troupes d'Arimondi et de Dabormida, qui se battaient encore efficacement. Les soldats d'Arimondi, perchés sur le Mont Rajo, étaient dans une position précaire. Bien que conscients de cela, ils attendaient à leurs positions l'arrivée d'ennemis immensément supérieurs en nombre et qu'ils voyaient disparaître pour réapparaître de plus en plus près à chaque fois qu'ils remontaient les creux de la zone. Les forces abyssiniennes ont balayé la brigade de tous les côtés, brisant sa résistance vigoureuse et tenace, jusqu'à ce qu'en quelques heures Arimondi lui-même trouve la mort. Toute l'artillerie a été perdue et les quelques survivants ont cherché au hasard une issue de secours.
La brigade Dabormida, la dernière à résister, dans la vallée de Mariam Sciauitù, avait, entre-temps, réussi avec beaucoup de difficultés à repousser un premier assaut ennemi. Dabormida venait juste d'envoyer la nouvelle de ce premier succès au commandant Baratieri, lorsque les Abyssins qui venaient juste de dissoudre la brigade Arimondi sur le Mont Rajo firent irruption derrière lui. Les soldats de Dabormida ont tenu bon pendant plus d'une heure, en maintenant la discipline autant que possible, également motivés par le courage, le sens du devoir et l'esprit de sacrifice, jusqu'à ce que le général, n'ayant aucune nouvelle de ce qui se passait dans le reste du champ de bataille et se voyant menacé d'encerclement, ordonne la retraite. La retraite trop tardive ne pouvait être accomplie de manière ordonnée, d'autant plus que Baratieri n'avait pris aucune disposition concernant les lignes de retraite. La cavalerie abyssinienne  a massacré la brigade Dabormida et le général lui-même avec une violence inouïe au cri de "Ebalgume ! Ebalgume !" ("Faucille ! Faucille !"). Sa dépouille n'a jamais été retrouvée, bien que son frère ait appris d'une vieille femme vivant dans la région qu'elle avait offert de l'eau à un officier italien mortellement blessé : " un chef, un grand homme avec des lunettes et une montre avec des étoiles dorées ".
La municipalité de Padoue lui a dédié une rue. Dans la ville de Turin, il existe une caserne portant le nom de Vittorio Dabormida, située au Corso Unione Sovietica 100.

## Décorations
- Commandeur de l'Ordre militaire de Savoie
 - Médaille d'or de la valeur militaire
- Il mena sa brigade au feu, et assaillit à plusieurs reprises avec un élan audacieux, donnant à tous un exemple de haute valeur personnelle. Il est tombé héroïquement. Adua (Érythrée), le 1er mars 1896.
- Mars 1898
 - Chevalier de l'Ordre des Saints-Maurice-et-Lazare
 - Officier de l'Ordre des Saints-Maurice-et-Lazare
 - Chevalier de l'Ordre de la Couronne d'Italie
 - Officier de l'Ordre de la Couronne d'Italie
 - Commandeur de l'Ordre de la Couronne d'Italie
 - Médaille commémorative de l'Unité italienne

## Source
- (it) Cet article est partiellement ou en totalité issu de l’article de Wikipédia en italien intitulé « Vittorio Dabormida » (voir la liste des auteurs).